# Gmina Kanepi
Gmina Kanepi (est. Kanepi vald) – gmina wiejska w Estonii, w prowincji Põlva.
W skład gminy wchodzi:
- 1 miasto: Kanepi.
- 21 wsi: Erastvere, Heisri, Hino, Hurmi, Jõgehara, Jõksi, Kaagna, Kaagvere, Karste, Koigera, Kooraste, Lauri, Magari, Närapää, Peetrimõisa, Piigandi, Põlgaste, Rebaste, Soodoma, Sõreste, Varbuse.